# 강말금
강말금(본명: 강수혜, 1979년 1월 3일 ~ )은 대한민국의 배우다.

## 학력
- 부산대학교 국어국문학 학사

## 생애
1979년 부산에서 태어났으며 부산대학교 국어국문학을 졸업했다. 졸업 후 4년간 무역회사에서 근무하다가 2007년 대학로 연극판을 거쳐 2010년 충무로에 데뷔했다.
정동진독립영화제에서 《자유연기》를 본 김초희 감독이 직접 연락해 《찬실이는 복도 많지》 출연을 제안했다. 마트 시식 코너에서 일하며 연극 무대와 단편 영화를 오가던 중 마흔에
처음으로 장편영화 주인공이 되었다.

## 필모그래피

### 영화
| 연도 | 제목                 | 역할          | 감독   | 비고     |
| ---- | -------------------- | ------------- | ------ | -------- |
| 2025 | 로비                 | 조향숙        | 하정우 |          |
| 2025 | 말할 수 없는 비밀    | 민숙          | 서유민 |          |
| 2024 | 행복의 나라          | 옥정애        | 추창민 |          |
| 2023 | 너를 줍다            | 출판사 대표   | 심혜정 | 우정출연 |
| 2023 | 소울메이트           | 큐레이터      | 민용근 |          |
| 2023 | 교섭                 | 김은희        | 임순례 | 특별출연 |
| 2022 | 탄생                 | 김 데레사     | 박흥식 |          |
| 2022 | 파로호               | 혜수          | 임상수 |          |
| 2022 | 비상선언             | 생존자        | 한재림 |          |
| 2022 | 이상한 나라의 수학자 | 지우의 어머니 | 박동훈 |          |
| 2020 | 수리불가             |               | 장현호 |          |
| 2020 | 더 씨엠알            |               |        |          |
| 2020 | 애비규환             | 호훈의 어머니 | 최하나 |          |
| 2020 | 욕창                 | 간호사        | 심혜정 |          |
| 2020 | 찬실이는 복도 많지   | 찬실          | 김초희 |          |
| 2019 | 조의 (JOY)           |               | 권용재 |          |
| 2019 | 경원 (敬遠)          |               | 박소영 |          |
| 2019 | 니나 내나            | 담임선생님    | 이동은 |          |
| 2019 | 우상                 | 명회의 아내   | 이수진 |          |
| 2018 | 자유연기             | 지연          | 김도영 |          |
| 2017 | 반드시 잡는다        | 돌보미 2      | 김홍선 |          |
| 2017 | 백일몽               |               |        |          |
| 2016 | 새벽은 짧다          | 이 부장       |        |          |
| 2011 | 끝에서부터           |               |        |          |
| 2010 | 용태                 |               |        |          |

### 드라마
| 연도 | 방송사     | 제목                                 | 역할                  | 비고           |
| ---- | ---------- | ------------------------------------ | --------------------- | -------------- |
| 2018 | MBC        | 붉은 달 푸른 해                      | 시완의 어머니         | 32부작         |
| 2019 | JTBC       | 아름다운 세상                        | 은경선                | 16부작         |
| 2019 | JTBC       | 리갈 하이                            |                       |                |
| 2020 | KBS2       | KBS 드라마 스페셜 - 일의 기쁨과 슬픔 | 이지혜                | 단막극         |
| 2020 | OCN        | 미씽: 그들이 있었다                  | 김현미                | 12부작         |
| 2020 | JTBC       | 안녕 드라큘라                        |                       | 2부작          |
| 2020 | MBC every1 | 제발 그 남자 만나지 마요             | 황가을                | 10부작         |
| 2021 | MBC        | 옷소매 붉은 끝동                     | 혜빈 홍씨             | 17부작         |
| 2021 | Netflix    | 오징어게임                           | 강은지                | 9부작          |
| 2021 | KBS2       | 대박부동산                           | 주화정                | 16부작         |
| 2021 | tvN        | 마우스                               | 정바름의 이모         | 20부작         |
| 2021 | Netflix    | 고요의 바다                          | 송원경 박사           | 8부작          |
| 2022 | JTBC       | 서른, 아홉                           | 차미현                | 12부작         |
| 2022 | tvN        | 군검사 도베르만                      | 도수경                | 16부작         |
| 2022 | tvN        | 미씽 : 그들이 있었다 2               | 김현미                | 12회 특별 출연 |
| 2023 | JTBC       | 신성한, 이혼                         | 김소연                | 12부작         |
| 2023 | JTBC       | 나쁜 엄마                            | 정 씨                 | 14부작         |
| 2023 | JTBC       | 기적의 형제                          | 채우정                | 16부작         |
| 2023 | Netflix    | 경성크리처                           | 최성심                | 10부작         |
| 2024 | JTBC       | 가족Χ멜로                            | 김상형                | 특별출연       |
| 2025 | Netflix    | 폭싹 속았수다                        | 부산 남포장 여관 주인 | 2~3회 출연     |
| 2025 | Disney+    | 넉 오프                              | 제갈현숙              | 9부작          |

### 연극
- 2018년 《외로운 사람, 힘든 사람, 슬픈 사람》
- 2018년 《빨간 피터들 - K의 낭독회》
- 2017년 《트로이의 여인들》
- 2017년 《리처드 3세》
- 2016년 《민들레 바람되어》 - 노부인 역
- 2016년 《두산인문극장 2016 모험 - 게임》 - 플로렌스 마가렛 역
- 2016년 《산울림 고전극장 - 오레스테이아》
- 2015년 《순우 삼촌》
- 2015년 《경숙이, 경숙아버지》 - 자야 역
- 2014년 《로풍찬 유랑극장》
- 2014년 《헤르메스》 - 유정숙 역
- 2013년 《헤비메탈 걸스》
- 2013년 《없는 사람들》 - 영식의 어머니 역
- 2012년 《로풍찬 유랑극장》 - 고봉자 역
- 2012년 《뻘》 - 지막이 역
- 2007년 《꼬메디아》 - 박사 역

## 수상 및 후보
| 연도 | 시상식                      | 부문                     | 작품               | 결과 |
| ---- | --------------------------- | ------------------------ | ------------------ | ---- |
| 2020 | 제56회 백상예술대상         | 영화부문 여자 신인연기상 | 찬실이는 복도 많지 | 수상 |
| 2020 | 제29회 부일영화상           | 신인여자 연기상          | 찬실이는 복도 많지 | 수상 |
| 2020 | 제40회 한국영화평론가협회상 | 신인여우상               | 찬실이는 복도 많지 | 수상 |
| 2020 | 제21회 부산영화평론가협회상 | 여자연기자상             | 찬실이는 복도 많지 | 수상 |
| 2020 | 제21회 올해의 여성영화인상  | 신인연기상               | 찬실이는 복도 많지 | 수상 |
| 2021 | 제41회 청룡영화상           | 신인여우상               | 찬실이는 복도 많지 | 수상 |
| 2021 | 제8회 들꽃영화상            | 여우주연상               | 찬실이는 복도 많지 | 후보 |
| 2021 | 제8회 들꽃영화상            | 신인배우상               | 찬실이는 복도 많지 | 수상 |
| 2021 | KBS 연기대상                | 여자 조연상              | 대박부동산         | 후보 |
| 2022 | 제20회 디렉터스 컷 어워즈   | 올해의 새로운 여자배우상 | 찬실이는 복도 많지 | 수상 |
| 2022 | 제20회 디렉터스 컷 어워즈   | 올해의 여자배우상        | 찬실이는 복도 많지 | 후보 |
| 2022 | 제58회 백상예술대상         | TV부문 여자 조연상       | 서른, 아홉         | 후보 |
| 2024 | 제60회 백상예술대상         | TV부문 여자 조연상       | 나쁜엄마           | 미정 |